# Cephalotheca clarkii
Cephalotheca clarkii är en svampart som beskrevs av Dennis 1974. Cephalotheca clarkii ingår i släktet Cephalotheca och familjen Cephalothecaceae.   Inga underarter finns listade i Catalogue of Life.